# Éric Tappy
Éric Tappy (ur. 19 maja 1931 w Lozannie, zm. 11 czerwca 2024) – szwajcarski śpiewak, tenor liryczny.
Kształcił się w Genewie (u Fernando Carpiego), Salzburgu (Mozarteum, u Ernsta Reicherta), Hilversum (u Evy Liebenberg) i Paryżu (u Nadii Boulanger). Debiutował w 1959 w Strasburgu jako Ewangelista w Pasji według św. Mateusza Bacha, a jako śpiewak operowy pięć lat później w Opéra Comique w Paryżu tytułową partią w Zoroastrze Rameau. Po serii występów teatralnych w krajach Beneluksu, Francji i Niemczech Zachodnich zyskał europejską renomę. Śpiewał m.in. w londyńskim Covent Garden, w Lizbonie, Hamburgu, Genewie, na festiwalach w Aix-en-Provence i Salzburgu, także poza Europą (m.in. w operze w San Francisco). W 1961 i 1963 występował na festiwalu „Warszawska Jesień” z utworami Luigiego Nono.
Był ceniony głównie za występy w operach barokowych i utworach Mozartach, a do innych jego znanych partii należały: Ramiro w Kopciuszku Rossiniego, Peleas w Peleasie i Melizandzie Debussy’ego, Leński w Eugeniuszu Onieginie Czajkowskiego, tytułowy Król Edyp Strawińskiego. Wystąpił w filmowych realizacjach operowych w reżyserii Jeana-Pierre’a Ponnelle’a (Koronacja Poppei Monteverdiego, 1979; Łaskawość Tytusa Mozarta, 1981).
W 1982 zakończył karierę artystyczną.